# Aventure et Associés
Aventure et Associés (Adventure Inc.) est une série télévisée canadienne en 22 épisodes de 42 minutes, créée par Gale Anne Hurd et diffusée entre le 30 septembre 2002 et le 12 mai 2003 en syndication aux États-Unis, et sur le réseau Global au Canada.
En France, la série a été diffusée à partir du 22 juin 2003 sur M6 puis rediffusée sur Téva, NRJ 12, Série Club et TF6 ; au Québec à partir du 26 août 2003 sur Séries+, et en Belgique sur La Une.

## Synopsis
Cette série met en scène Judson Cross un aventurier ayant fondé une société "Aventure et Associés" dont les membres sont: Mackenzie Previn et Gabriel Patterson, des aventuriers prêts à risquer le tout pour le tout. Ils parcourent le monde à la recherche d'objets inestimables et importants pour avancer dans la connaissance (comme Judson Cross le dit lui-même au cours de plusieurs épisodes).

## Accroche
« My name is Judson Cross. I've been called everything from a treasure hunter to a thrill seeker. But personally, I like to think of myself as a professional explorer. My company is Adventure Inc. and we're in the business of finding things. Things that are priceless, dangerous, sometimes even unexplainable. My crew will go anywhere and risk everything. Adventure really is our business ».

## Distribution
- Michael Biehn (VF : Maurice Decoster) : Judson Cross
- Karen Cliche (VF : elle-même) : Mackenzie Previn
- Jesse Nilsson (en) : Gabriel Patterson

 Source et légende : version française (VF) sur RS Doublage

## Épisodes
1. Le Disque de Jade (Bride of the Sun)
2. Memento Mori (Memento Mori)
3. Le Chaînon manquant (Beyond the Missing Link)
4. Message d'outre-tombe (Messages from the Deep)
5. Les Oubliés (Village of the Lost)
6. Le Naufrage (Fate of the Liverpool Flyer)
7. La Malédiction du Neptune (Curse of the Neptune)
8. Saro (Magic of the Rain Forest)
9. Simulations (Fatal Error)
10. Virus (Plague Ship of Val Verde)
11. La Forteresse des sables (Secret of the Sand)
12. L'Ange gardien (Angel of St. Edmunds)
13. Traquée (Echoes of the Past)
14. Le Sang du pirate (Legacy of a Pirate)
15. Le Chevalier noir (Search for Arthur)
16. Voyage en eaux troubles (Wave of the Future)
17. Le Masque (Spirit of the Mask)
18. La Prophétie de Nicobar (Man Who Wouldn't Be King)
19. La Dernière Croisade (Last Crusader of San Giovanni)
20. Le Trésor des dieux (Price of the Oracle)
21. Opération en haute mer (Point of No Return)
22. Pris au piège (Trapped)

## Autour de la série
- Tourné en format 16/9 mais souvent diffusé 4/3 recadré.
- Lors des tournages au Canada, le bateau de Judson était en réalité le Vast Explorer et pour les tournages à Marseille, il s'agissait du Janus II.
- C'est une série dérivée de Sydney Fox, l'aventurière (Relic Hunter) dont aucun personnage de la série dérivée n'a été introduit dans cette dernière. Christien Anholt qui joue Nigel Bailey dans la série originale a joué le rôle du frère John Worth dans Aventure et Associés.
- La série a utilisé différents lieux de tournage à travers le monde, mais étant une production canado-britanno-française, elle a d'abord été tournée à Toronto, au Canada, puis la distribution est partie à Bristol, en Angleterre, et enfin à Marseille, en France à l'aide des équipes de tournage et techniciens locaux. Les lieux de tournage à travers le monde ont été réalisés à l'aide de plans d'ensemble où Toronto remplace de nombreuses villes, Bristol se tenant, elle, à la place de Londres.
- Jesse Nilsson est mort le 25 avril 2003 à North York (Ontario) d'un arrêt cardiaque consécutif à une pneumonie, juste avant la diffusion du dernier épisode. Un hommage lui est rendu dans le générique de fin : « En mémoire de Jesse Nilsson (1977-2003) ». La mort de l'acteur a mené à l'arrêt final de la série.

## Produits dérivés

### DVD
Au Canada, la série est sortie en coffret 6 DVD le 12 avril 2011. (ASIN B004I1K2FK)